# Spiromesifen
Spiromesifen ist ein Pflanzenschutzmittel, genauer ein Insektizid und Akarizid aus der Substanzklasse der Tetronsäurederivate, das von der Firma Bayer CropScience entwickelt wurde und seit dem Jahr 2006 von Bayer unter dem Markennamen Oberon verkauft wird. Es wirkt über eine Hemmung des Fettstoffwechsels und wird beim Anbau von Nutz- und Zierpflanzen vor allem gegen Milben und Mottenschildläuse eingesetzt.

## Anwendung
Haupteinsatzgebiet von Spiromesifen ist die Bekämpfung von Milben und Mottenschildläusen, gegen die es sich als effektiver als andere Insektizide erwiesen hat. Der Einsatz erfolgt durch Sprühen von Suspensionen der Substanz und kann sowohl auf Obst- und Gemüsepflanzen als auch auf anderen Nutzpflanzen wie Baumwolle oder auf Zierpflanzen erfolgen. Zugelassen ist Spiromesifen unter anderem in El Salvador, Guatemala, Indonesien, Israel, Kenia, Mexiko, den Niederlanden, Großbritannien und den Vereinigten Staaten. In Deutschland, Österreich und der Schweiz besteht keine Zulassung als Pflanzenschutzmittel, in anderen EU-Staaten ist es zugelassen.

## Wirkmechanismus und Toxizität
Spiromesifen wirkt über die Hemmung der Acetyl-CoA-Carboxylase, einem Enzym des Fettstoffwechsels, in deren Folge die betroffenen Insekten austrocknen und drei bis zehn Tage nach der Behandlung absterben. Aufgrund der noch kurzen Verfügbarkeit sind bisher keine Resistenzen bei den Zielinsekten bekannt, ebenso bestehen keine Kreuzresistenzen mit anderen verfügbaren Insektiziden.
Die Schäden und Risiken für Nichtzielinsekten sind nach Angaben des Herstellers gering. Die LD50 für Säugetiere beträgt bei oraler Aufnahme und beim Einatmen mehr als 2.000 Milligramm pro Kilogramm Körpergewicht sowie bei Aufnahme über die Haut mehr als 4.000 Milligramm pro Kilogramm Körpergewicht, so dass bei bestimmungsgemäßem Gebrauch keine akute Toxizität besteht. Für Fische und andere Wasserlebewesen ist es als toxisch eingestuft.